# Morsbach
Morsbach ist eine Gemeinde im Oberbergischen Kreis in Nordrhein-Westfalen an der Grenze zu Rheinland-Pfalz.

## Geografie
Morsbach liegt im Süden des Oberbergischen Landes im Übergangsbereich zum Westerwald und dem Siegerland. In Morsbach befindet sich der südlichste Punkt des Oberbergischen Kreises; die Entfernung zum nördlichsten Punkt in Radevormwald beträgt etwa 54 Kilometer.
Das Gemeindegebiet ist geprägt von Wäldern und landwirtschaftlichen Flächen; die 66 Ortsteile haben überwiegend dörflichen Charakter. Die höchste Erhebung befindet sich mit 450 m ü. NN in der Nähe des Ortsteils Wendershagen.
Die Kreisstadt Gummersbach ist in nördlicher Richtung rund 20 Kilometer entfernt. Die Großstadt Siegen liegt rund 20 Kilometer östlich von Morsbach. Die Bundesstadt Bonn ist in westlicher Richtung 45 Kilometer entfernt, die Millionenstadt Köln etwa 55 Kilometer. Das Bergische Städtedreieck, bestehend aus Wuppertal, Solingen und Remscheid, befindet sich rund 55 Kilometer nordwestlich von Morsbach.

### Klima

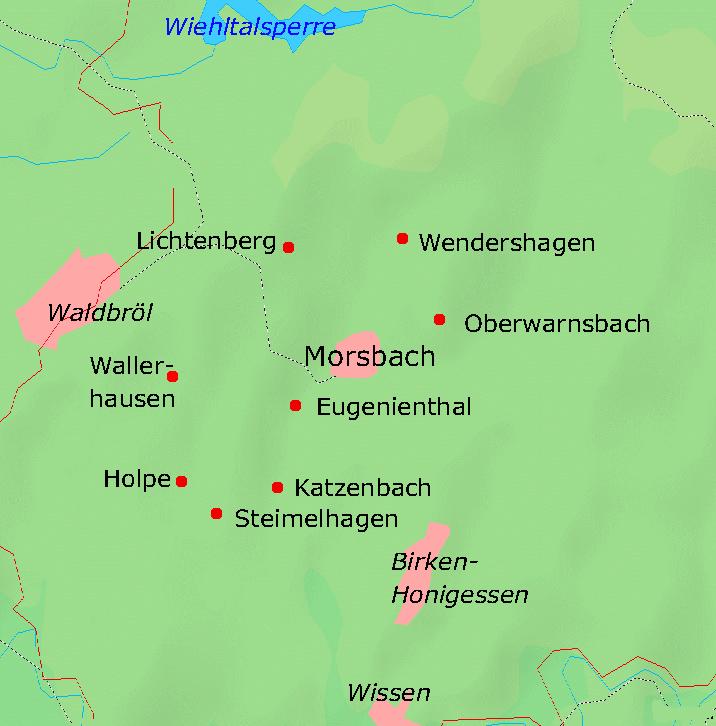
Morsbach und Umgebung

| Der Jahresniederschlag beträgt 1175 mm und liegt damit im oberen Zehntel der von den Messstellen des Deutschen Wetterdienstes erfassten Werte. Über 92 % zeigen niedrigere Werte an. Der trockenste Monat ist der Mai; am meisten regnet es im Dezember. Im niederschlagreichsten Monat fällt ca. 1,8mal mehr Regen, als im trockensten Monat. Die jahreszeitlichen Niederschlagschwankungen liegen im oberen Fünftel. In über 85 % aller Orte schwankt der monatliche Niederschlag weniger. |

### Nachbargemeinden
Morsbach grenzt im Uhrzeigersinn an Reichshof (Oberbergischer Kreis), Friesenhagen, Birken-Honigsessen, Wissen, Forst (alle Landkreis Altenkirchen, Rheinland-Pfalz), Windeck (Rhein-Sieg-Kreis) und Waldbröl (Oberbergischer Kreis).
|          | Reichshof     |                    |
| Waldbröl |               | Friesenhagen       |
| Windeck  | Wissen, Forst | Birken-Honigsessen |

### Gemeindegliederung
Die Gemeinde gliedert sich in folgende 66 Ortsteile:
| A | Alzen – Amberg – Appenhagen                                                                                               |
| B | Berghausen – Birken – Birzel – Bitze – Böcklingen – Breitgen – Burg Volperhausen                                          |
| E | Ellingen – Erblingen – Euelsloch – Eugenienthal                                                                           |
| F | Flockenberg – Frankenthal                                                                                                 |
| H | Hahn – Halle – Heide – Hellerseifen – Herbertshagen – Höferhof – Holpe – Hülstert                                         |
| K | Katzenbach – Kömpel – Korseifen                                                                                           |
| L | Ley – Lichtenberg – Lützelseifen                                                                                          |
| N | Neuhöfchen – Niederasbach – Niederdorf – Niederwarnsbach – Niederzielenbach                                               |
| O | Oberasbach – Oberholpe – Oberwarnsbach – Oberzielenbach – Ölmühle – Ortseifen                                             |
| R | Reinshagen – Rhein – Ritterseifen – Rolshagen – Rom – Rosengarten – Rossenbach                                            |
| S | Schlechtingen – Seifen – Siedenberg – Solseifen – Springe – Steimelhagen – Stentenbach – Stockshöhe – Straßerhof – Strick |
| U | Überasbach – Überholz |
| V | Volperhausen |
| W | Wallerhausen – Wendershagen – Wittershagen                                                                                |
| Z | Zinshardt |

### Gewässer
Im Zentralort Morsbach fließen der Morsbach und der Wisser Bach zusammen.

## Geschichte
Die erste Besiedlung des Morsbacher Gebietes reicht bis in die Jungsteinzeit zurück, was sich durch ein Steinbeil und das Bruchstück einer Feuersteinklinge belegen lässt.
Die ersten urkundlichen Erwähnungen für Morsbach finden sich Ende des 9. Jahrhunderts. Um 800 erhielt das Reich unter Karl dem Großen eine neue Gauverfassung und damit die erste erfassbare Gebietseinteilung. Das Kirchspiel Morsbach gehörte damals zum Auelgau (Sieggau) und wurde von einem Gaugrafen verwaltet. Territorialherren im Kirchspiel Morsbach waren die Grafen von Sayn. Im frühmittelalterlichen Verzeichnis der Besitztümer des Kanonikerstifts St. Cassius und Florentius in Bonn wird Morsbach erstmals urkundlich erwähnt. Etwas später wurde Morsbach in einem die Verhältnisse jener Zeit darstellenden Liegenschaftsverzeichnis der Diözese Köln (liber valoris) erwähnt. Morsbach ist damit der älteste urkundlich erwähnte Ort im Oberbergischen Kreis.
Am 31. März 1131 bestätigte Papst Innozenz II. dem Bonner Cassiusstift den Besitz an der Morsbacher Kirche und an einem Teil des anfallenden Zehnten (ecclesiam Moresbach cum parte decimae). 1174 erhielten die Grafen von Berg auf Schloss Burg an der Wupper von Landgraf Heinrich Raspe III. von Thüringen Burg Windeck an der Sieg als Lehen.
Aus dem saynischen Amt Nümbrecht, bestehend aus den Kirchspielen Nümbrecht, Waldbröl und Morsbach, wurde 1276 die selbständige vom Hauptbesitz losgelöste Reichsherrschaft Homburg mit eigener Verfassung und Verwaltung. Die Grafen von Sayn-Homburg erkannten 1311 die Gerichtsrechte im Kirchspiel Morsbach, das Fischereirecht und den Zehnten des Kupferbergwerks Böcklingen als Besitz der Grafen von Berg an. Die Grafschaft Berg wurde 1380 vom römisch-deutschen König Wenzel zum Herzogtum erhoben. Residenzstadt war Düsseldorf.
Um 1400 wurde etwa die Hälfte des homburgischen Kirchspiels Morsbach mit seinem Hauptort Eigentum der Herzöge von Berg. Die Grenzen wurden in „Weistümern“ von 1464 bis 1572 beschrieben und 1575 in der sogenannten Merkatorkarte kartografisch dargestellt. Das „Eigenthumb Moirsbach“ gehörte zum Amt Windeck. Damit war das Kirchspiel Morsbach in einen bergischen und einen homburgischen Bereich (Hauptort Holpe) gespalten. Um 1500 wurde in Holpe eine Kapelle als Filialkirche von Morsbach erbaut.
1563 erließen die Grafen von Sayn-Homburg für ihr Gebiet eine lutherische Kirchenordnung und erklärten die neue Lehre zur Staatsreligion. Damit wurde das Kirchspiel Morsbach auch konfessionell in den katholischen Sprengel Morsbach und den lutherischen Sprengel Holpe geteilt.
Durch den „Siegburger Vergleich“ am 12. Juni 1604 kam auch der homburgische Gebietsteil zum Herzogtum Berg und zum Amt Windeck. Das Kirchspiel wurde mit etwa 1.100 Einwohnern wieder eine politische Einheit. 1614 (endgültig 1666) kam das Herzogtum Berg an Pfalz-Neuburg (Wittelsbacher). 1634 wurde das Kirchspiel Morsbach Lehensbereich des Grafen Hermann von Hatzfeldt (Herr zu Wildenburg und Crottorf), wurde aber 1661 von Philipp Wilhelm von Berg wieder zurückgenommen. Dieser verlieh den Morsbachern die Fisch- und Jagdgerechtigkeit, einen eigenen Schultheiß und ein eigenes Untergericht (7 Scheffen) nach dem „hohen Gericht zu Windeck“.
1742 wurde Kurfürst Karl Theodor zu Pfalz-Sulzbach Herzog von Berg. Als Kurfürst von Bayern (ab 1777) verlegte er die Residenz des Herzogtums nach München. Im Krieg der verbündeten europäischen Monarchen gegen die französische Revolutionsarmee drangen die Franzosen über den Rhein vor, besetzen 1795 das Herzogtum Berg und lagerten auch in Morsbach. 1805 verbündete sich der Nachfolger des Kurfürsten Karl Theodor, Kurfürst Maximilian Joseph von Pfalz-Zweibrücken, mit Napoleon und wurde König von Bayern. Ein Jahr später trat Bayern das Herzogtum Berg an Frankreich ab. Berg wurde Großherzogtum und Joachim Murat (Schwager Napoleons) sein Regent. Bereits 1808 fiel das Großherzogtum aber an Napoleon zurück und es kam zu einer neuen Verwaltungseinteilung. Morsbach wurde mit rund 2200 Einwohnern Bürgermeisterei (Mairie) im Kanton Waldbröl, das zum Arrondissement Siegen (Präfektur in Dillenburg) und damit zum Département Sieg gehörte. Seit dem 1. Januar 1810 galt im Generalgouvernement Berg das französische Recht, das zum großen Teil bis 1870 oder 1900 in Kraft blieb. Von 1813 bis 1815 wurde das Generalgouvernement – nach der Vertreibung der Franzosen – provisorisch von einem Generalgouverneur (Justus Gruner) verwaltet und neu eingeteilt. Morsbach wurde Gemeindebezirk im Kanton Waldbröl und gehörte zur Kreisdirektion Wipperfürth. Bereits 1816 wurde diese Verwaltungseinteilung erneut geändert. Die Bürgermeisterei Morsbach gehörte danach zum Kreis Waldbröl im Regierungsbezirk Köln und damit zur Provinz Kleve-Jülich-Berg (ab 1822 Rheinprovinz).
Am 1. Oktober 1932 wurden die Kreise Waldbröl und Gummersbach zum Oberbergischen Kreis vereinigt. Die Gemeinde Morsbach, deren Grenzen seit Jahrhunderten fast unverändert waren, hatte zu dieser Zeit rund 5300 Einwohner.
Nach dem Zweiten Weltkrieg kam das Gebiet zunächst unter amerikanische Besatzung (8. April – 17. Juni 1945), anschließend (bis 20. Februar 1949) unter britische bzw. belgische Besatzung. Seit 1946 liegt der Oberbergische Kreis mit Morsbach im neu gebildeten Land Nordrhein-Westfalen.
1995 fand die 1100-Jahr-Feier der Gemeinde Morsbach mit einem historischen Festzug statt.
Die besondere Rolle Morsbachs als über lange Zeit ganz überwiegend katholische Gemeinde in einem evangelischen Umfeld spiegelt sich in der volkstümlichen Zuschreibung „die Republik“.

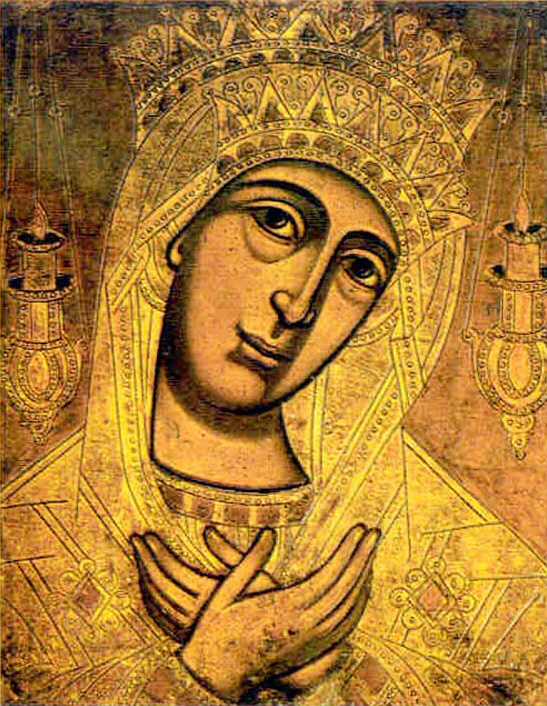
Griechisch-orthodoxe Marienikone (vermutlich 13. Jahrhundert) in der Pfarrkirche St. Gertrud

### Religionen
Die Einwohner von Morsbach sind zu 53,33 % katholisch und zu 24,29 % evangelisch. 22,38 %  (2011) der Einwohner gehören sonstigen oder keinen Bekenntnissen an.
Folgende Kirchengemeinden bestehen in der Gemeinde oder in einzelnen Ortschaften:
- Katholische Pfarrei St. Gertrud, Morsbach mit den Kirchen Basilika St. Gertrud und der Filial- und Wallfahrtskirche Herz-Mariä (Alzen)
- Das abhängige Rektorat Christ König, Ellingen gehört seit 2014 als Filialkirche zur Pfarrei St. Gertrud. Seit 2020 ist die Kirche geschlossen.
- Katholische Pfarrgemeinde St. Mariä Heimsuchung, mit den Kirchen St. Mariä Heimsuchung (Holpe) und St. Antonius (Volperhausen). Letztere ist seit 2022 geschlossen.
- Katholische Rektoratsgemeinde St. Joseph, Lichtenberg
- Evangelische Kirchengemeinde Holpe-Morsbach
- Freikirchliche Gemeinde in Morsbach e. V. im Ortsteil Steimelhagen

### Einwohnerentwicklung
| Jahr | Einwohner |
| ---- | --------- |
| 1838 | 3.563     |
| 1866 | 3.857     |
| 1925 | 5.293     |
| 1939 | 5.685     |
| 1950 | 6.994     |
| 1960 | 7.155     |
| 1967 | 8.283     |

| Jahr | Einwohner |
| ---- | --------- |
| 1972 | 9.689     |
| 1980 | 10.669    |
| 1984 | 10.565    |
| 1990 | 10.366    |
| 2000 | 12.250    |
| 2002 | 12.337    |
| 2003 | 11.621    |

| Jahr | Einwohner |
| ---- | --------- |
| 2004 | 11.559    |
| 2005 | 12.296    |
| 2006 | 11.486    |
| 2012 | 10.435    |
| 2013 | 10.236    |
| 2022 | 10.293    |

## Politik

### Gemeinderat
Ergebnisse der Gemeinderatswahlen seit 1999
| Partei/Liste                      | Ergebnis 2020 | Ergebnis 2020 | Ergebnis 2014 | Ergebnis 2014 | Ergebnis 2009 | Ergebnis 2009 | Ergebnis 2004 | Ergebnis 2004 | Ergebnis 1999 |
| Partei/Liste                      | Stimmenanteil | Sitze         | Stimmenanteil | Sitze         | Stimmenanteil | Sitze         | Stimmenanteil | Sitze         | Stimmenanteil |
| CDU                               | 31,83 %       | 9             | 36,3 %        | 9             | 32,9 %        | 10            | 46,9 %        | 14            | 47,35 %       |
| SPD                               | 18,96 %       | 5             | 27,6 %        | 7             | 26,8 %        | 9             | 18,7 %        | 6             | 18,69 %       |
| Grüne                             | 9,03 %        | 2             | 7,2 %         | 2             | 5,7 %         | 2             | 4,2 %         | 1             | 2,79 %        |
| FDP                               | 3,90 %        | 1             | 4,5 %         | 1             | 9,6 %         | 3             | 7,9 %         | 2             | 4,56 %        |
| BFM-UBV1                          | 34,36 %       | 9             | –             | –             | –             | –             | –             | –             | –             |
| AfD                               | 1,82 %        | 0             | –             | –             | –             | –             | –             | –             | –             |
| UBV/UWG                           | –             | –             | 5,8 %         | 2             | 5,9 %         | 2             | 9,4 %         | 3             | 18,79 %       |
| Bürgerbewegung für Morsbach (BFM) | –             | –             | 18,5 %        | 5             | 19,2 %        | 6             | 12,9 %        | 4             | 7,8 %         |
| Sonstige                          | –             | –             | –             | –             | –             | –             | –             | –             | 7,62 %        |
| Wahlbeteiligung                   | 54,27 %       | 54,27 %       | 55,55 %       | 55,55 %       | 59,44 %       | 59,44 %       |               |               |               |

1BfM-UBV: Bürger Für Morsbach

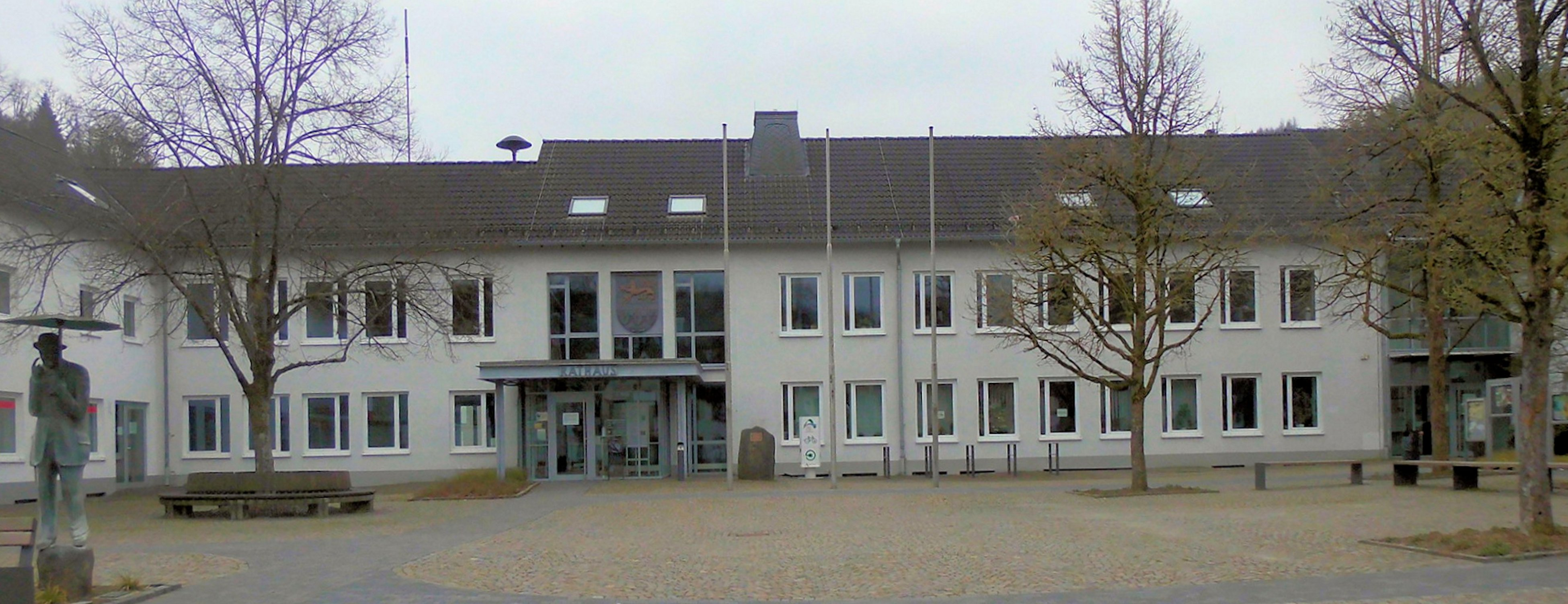
Rathaus Morsbach

Durch Verringerung der Wahlbezirke und wegen Ausbleibens von Überhangmandaten verkleinerte sich der Gemeinderat im Jahr 2014 von 32 auf 26 Sitze. Dadurch verloren CDU und SPD trotz Stimmengewinnen Mandate.

### Bürgermeister
Zum neuen Bürgermeister wurde 2009 der parteilose Kandidat Jörg Bukowski mit 70,7 % gewählt. Unterstützt wurde seine Kandidatur von den im Rat vertretenen Parteien SPD, BFM, FDP, UBV und Bündnis 90/Grüne. Sein Gegenkandidat von der CDU erhielt 29,3 % der Stimmen. Bukowski wurde 2014 mit 71,67 % und 2020 mit 75,96 % im Amt bestätigt.
Sein Vorgänger war von 2004 bis 2009 Raimund Reuber (CDU). Unterstützt von UBV und UWG gewann er die Wahl 2004 mit 54,6 %. Sein parteiloser, von SPD, FDP, Grünen und BFM unterstützter Gegenkandidat Uwe Trost erhielt 45,4 % der Stimmen.

### Wappen und Flagge
| Wappen der Gemeinde Morsbach | Blasonierung: „Geteilt von Silber (Weiß) und Blau; oben ein schreitender blau gekrönter, gezungter und bewehrter zwiegeschwänzter roter Löwe, unten ein silberner (weißer) Wellenbalken überdeckt von drei schwarzen Moorkolben mit je zwei grünen Blättern und grünem Stängel.“ |
| Wappen der Gemeinde Morsbach | Wappenbegründung: Das von Bernhard Templin aus Düsseldorf entworfene Wappen wurde am 14. August 1937 vom Oberpräsidenten der preußischen Rheinprovinz in Koblenz genehmigt. Bei der Wappeneinführung lagen keine historischen Anknüpfungspunkte vor, so dass der bergische Löwe als Zeichen für die frühere Zugehörigkeit zum Herzogtum Berg und die redenden Symbole Moor (Moorkolben) und Bach gewählt wurden. Die Moorkolben und der Bachlauf weisen auch auf ein Feuchtbiotop mit Sumpf- und Moorbereichen und einem Bachlauf hin, das sich früher wahrscheinlich im Tal des heutigen Rathauses und des Kurparks befand und vermutlich der Gemeinde auch seinen Namen „Morsbach“ gab. |

Morsbacher Flagge

Hissflagge: Der Gemeinde ist durch Genehmigung des Oberkreisdirektors als untere staatliche Verwaltungsbehörde vom 28. Juni 1995 das Recht zur Führung einer Flagge verliehen worden. Die Hissflagge ist zweifarbig in den Farben rot, weiß und rot. Die Farbfelder sind von rot zu weiß zu rot im Verhältnis 1:2:1 längsgestreift; darauf in der Mitte befindet sich das Wappen der Gemeinde Morsbach. „Die Flagge ist rot-weiß geteilt mit dem Wappen der Gemeinde in der Mitte. In der Anlage der Hauptsatzung ist jedoch eine Flagge im Verhältnis 1:4:1 abgebildet. Die korrekte Beschreibung müsste lauten: Zweimal geteilt von Rot, Weiß und Rot im Verhältnis 1:4:1.“

### Gemeindepartnerschaft
Mit Milly-la-Forêt (im französischen Département Essonne) pflegt Morsbach eine Städtepartnerschaft.

## Kultur und Sehenswürdigkeiten

### Gemeindekulturverband Morsbach (GKV)
Der Gemeindekulturverband Morsbach ist ein Zusammenschluss aller kulturtragenden Vereine der Gemeinde Morsbach. Dem GKV gehören mittlerweile 26 Vereine an, in denen über 1200 Personen aktiv tätig sind.

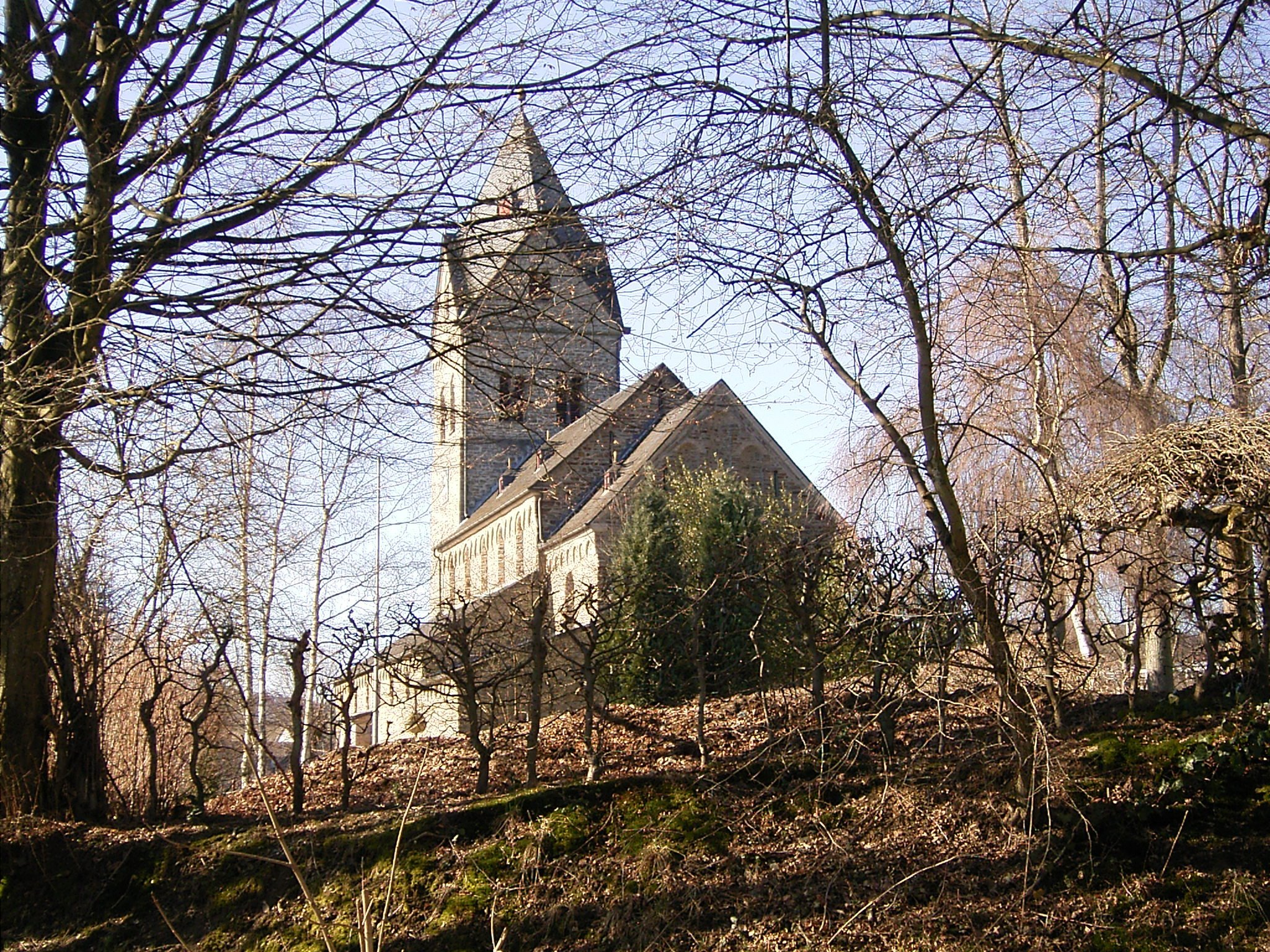
Romanische Basilika St. Gertrud

### Theater
- Theater- u. Laienspielgruppe des Heimatvereins Morsbach e. V.

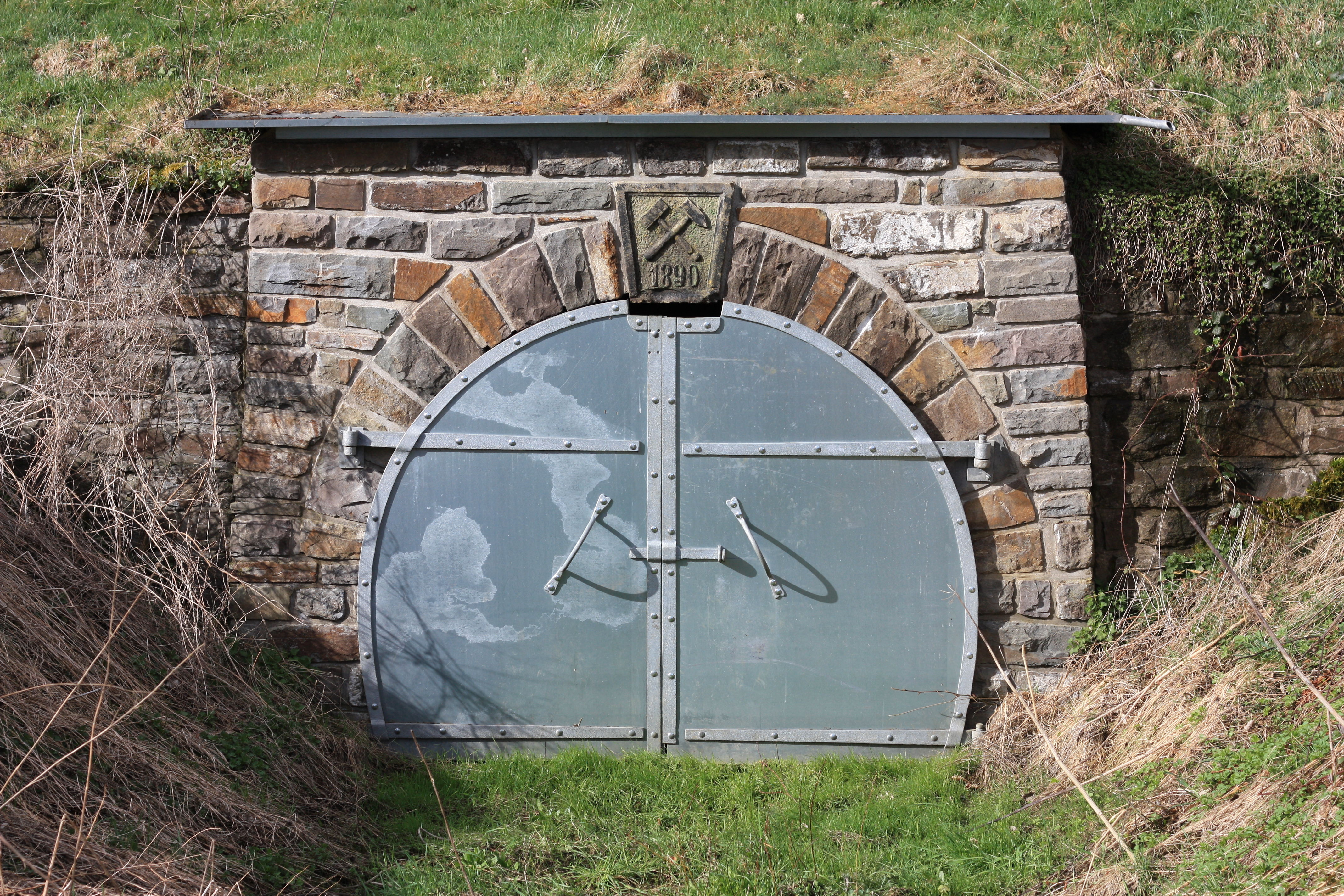
Stollenmundloch Grube Magdalena

### Bauwerke
- Die romanische Emporenbasilika St. Gertrud stammt aus dem 12./13. Jahrhundert.
- Burg Volperhausen.
- Vom Aussichtsturm auf der Hohen Hardt (338,9 m ü. NHN)[11] – Turmhöhe mit Sendeanlage 45 m;[12] Standorthöhe 329 m – reicht der Blick bis zum Siebengebirge bei Bonn.
- Die Bergbaugeschichte von Morsbach wird durch das unter Denkmalschutz stehende Stollenmundloch der Grube Magdalena im Rossenbacher Tal dokumentiert. Der 2050 m lange „Tiefe Magdalena-Stollen“ wurde 1890 erschlossen und blieb bis 1912 in Betrieb.

## Wirtschaft und Infrastruktur

### Verkehr
Verschiedene Buslinien der OVAG und der Jung-Bus GmbH verbinden die Morsbacher Ortsteile mit den umliegenden Kommunen wie Waldbröl und Wissen (Sieg).
Am Wochenende kommen dabei auch  alternative Bedienungsformen wie TaxiBusse (nur nach Voranmeldung) zum Einsatz.
Als zentraler Umsteigepunkt fungiert der Busbahnhof in der Morsbacher Ortsmitte.
Es gilt der Gemeinschaftstarif des Verkehrsverbunds Rhein-Sieg (VRS) und der Tarif der Verkehrsverbunds Rhein Mosel (VRM)
| Linie | Linienweg                                                                           | Mo. – Fr. | Sa.          | So.          | Bemerkungen          |
| ----- | ----------------------------------------------------------------------------------- | --------- | ------------ | ------------ | -------------------- |
| 264   | Morsbach – Volperhausen – Wissen (VRM-Tarif)                                        | 2 Fahrten | kein Verkehr | kein Verkehr | nur an Schultagen    |
| 265   | (Freudenberg – ) Friesenhagen – Morsbach – Birken-Honigsessen – Wissen (VRM-Tarif)  | 60 Min.   | 120 Min.     | 120 Min.     |                      |
| 304   | Morsbach – Denklingen – Wiehl – Bielstein – Dieringhausen – Gummersbach (VRS-Tarif) | 60 Min.   | 120 Min.     | 120 Min.     |                      |
| 340   | Morsbach – Holpe/Herbertshagen – Wallerhausen – Waldbröl (VRS-Tarfi)                | 60 Min.   | 60 Min.      | 120 Min.     | sonntags nur Taxibus |
| 349   | Rundverkehr Morsbach (VRS-Tarif)                                                    | 7 Fahrten | kein Verkehr | kein Verkehr | nur an Schultagen    |

In Morsbach befindet sich der Endbahnhof Morsbach (Sieg) beider Teilstrecken der Wissertalbahn.  Während der Abschnitt nach Wissen, nach Zerstörungen im Zweiten Weltkrieg bereits in den 1950er-Jahren abgebaut wurde, führt die andere Teilstrecke bis heute über Hermesdorf nach Waldbröl.
Die bis 2009 stark zugewachsene Strecke wurde mittlerweile von ehrenamtlichen Eisenbahnfreunden wieder freigelegt und hergerichtet; langfristig ist hier die Aufnahme eines Museumsbahnverkehres geplant.
Trotz einer Gerichtsauflage, welche den Bahnbetrieb auf der Strecke für mindestens 50 Jahre sicherstellt, wehrt sich die Gemeinde Morsbach weiterhin mit allen Mitteln gegen die Bahn. So ließ die Gemeinde durch den Bauhof einst sogar einen nicht genormten Prellbock bei Morsbach-Kömpel auf die Strecke schweißen, woraufhin sie wegen eines gefährlichen Eingriffs in den Bahnverkehr angezeigt wurde.
Fast alle Wanderwege wurden vom Sauerländischen Gebirgsverein e. V. (SGV) angelegt. Überregionale Wanderwege in Morsbach sind der Lenne-Sieg-Weg (X11) und der Richard-Schirrmann-Weg (X12). Diese und auch die Ortswanderwege werden im Einzelnen im Artikel Wanderwege im Oberbergischen Land gelistet. Die Jugendherberge in Morsbach bot Wanderern, Gruppen und Familien insgesamt 161 Betten und mehrere Freizeiteinrichtungen. Wegen nicht zu behebender Mängel im Brandschutz wurde die Jugendherberge 2018 dauerhaft geschlossen.

### Medien
Neben der Gemeindebücherei gibt es in Morsbach eine katholische und eine evangelische öffentliche Bücherei.

### Bildung
In Morsbach gibt es folgende Bildungseinrichtungen:
- Gemeinschaftsgrundschule Morsbach, vormals Franziskusschule – Katholische Grundschule Morsbach
- Gemeinschaftsgrundschule Lichtenberg
- Gemeinschaftsgrundschule Holpe
- Leonardo Da Vinci-Schule Morsbach (Sekundarschule)
- Musikschule Morsbach e. V.
- Abteilung Morsbach der Kreisvolkshochschule Oberberg

### Wirtschaft
In Morsbach besteht ein nach Branchen breit gestreutes Klein- und Mittelgewerbe. Die Branchen mit den höchsten Beschäftigtenzahlen sind die Kunststoffverarbeitung (42 % der Beschäftigten), der Dienstleistungssektor (19 %) und das Baugewerbe (14 %). In der Wirtschaftsgeschichte Morsbachs spielte auch der Erzbergbau auf Eisenerze sowie Zink-, Blei- und Kupfererze bis in die 1920er Jahre eine größere Rolle. Die größte Grube „Georg und Sonne“ befand sich im Ortsteil Steimelhagen.

## Persönlichkeiten

### Ehrenbürger
- Karl Strack (1884–1975), in Alzen geboren, war Katholischer Dechant.

### Söhne und Töchter der Gemeinde
- Rolf Birkhölzer (* 1949), Fußballspieler
- Harald Elster (* 1952), Präsident des Deutschen Steuerberaterverbands
- Heinrich Halberstadt (1875–1944), Kommunalpolitiker
- Theodor Müller-Fürer (1853–1913), im Ortsteil Holpe geborener Journalist
- Jochen Plate (* 1963), Judoka und Sumo-Ringer
- Paul-Walter Schäfer (1921–2009), Evangelist, evangelischer Pfarrer, Buchautor, Rundfunkprediger
- Günther Schulz (* 1950), Sozial- und Wirtschaftshistoriker, Hochschullehrer
- Fritz Wingen (1889–1944), Kirchenmaler des Expressionismus, NS-Opfer